# Исламофобия на фоне войны в Газе
С началом войны в секторе Газа 7 октября 2023 года, вызванной вторжением ХАМАС на юг Израиля, по всему миру наблюдается всплеск исламофобских настроений и преступлений на почве ненависти против мусульман.

## Распространённость по странам

### Австралия
В период с 7 октября по 6 ноября 2023 года Австралийским реестром исламофобии (The Islamophobia Register Australia) было зафиксировано 133 случая дискриминации мусульман — для сравнения, до эскалации конфликта в Газе этот показатель составлял порядка 2,5 в неделю. Ко 2 декабря 2023 года число инцидентов возросло до 230, к концу следующего года — уже до 309. Также, по статистике на декабрь 2024 года, мусульмане 366 раз подвергались дискриминации в интернете. 
По отношению к мусульманам отмечались оскорбления, плевки; вандализм или его угрозы по отношению к мечетям и исламским школам. В дальнейшем фиксировались попытки сорвать с верующих религиозные атрибуты (в частности, хиджабы с женщин); доксинг, физическое насилие и его угрозы, в т. ч. убийством; женщинам (составившим три четверти от общего числа пострадавших) угрожали изнасилованием. Мусульманки, по наблюдениям исполнительного директора Реестра Шарары Аттай, испытывают на фоне роста исламофобии в стране особую тревогу, в том числе за своих детей.  Исполнительный директор Австралийской палестинской сети защиты прав человека Джессика Моррисон отмечает, что австралийские дети и подростки-мусульмане стали чаще подвергаться травле в школах. 
Мусульмане сталкиваются с ненавистью на рабочих местах: так, некоторые были уволены за публичное выражение взглядов в поддержку Палестины. Работники колл-центра при Исламском совете штата Виктория сообщают, что регулярно получают звонки с оскорблениями с частных номеров. 

«Звонят, спрашивают: „Могу задать тебе вопрос?“ — „Конечно, как дела?“, — „Почему вы такие звери?“ — „Не понимаю“. — Приходит в бешенство и начинает сыпать бранью».
В целом Аттай считает, что реальное количество преступлений может быть сильно занижено.

### Австрия
По данным Центра документации и консультирования по вопросам исламофобии и антимусульманского расизма (Dokustelle Austria), с октября по декабрь 2023 года австрийские мусульмане подвергались дискриминации чаще, чем за предыдущие девять месяцев вместе взятые. 66,7% задокументированных случаев произошло в интернете и в основном было связано с разжиганием ненависти: так, на мусульман возлагали исключительную ответственность за антисемитизм, а также сравнивали их с животными. 2,6% эпизодов, совершённых за пределами сети, были связаны с физическим насилием. Также отмечались случаи вандализма, насилия со стороны полиции, угроз, групповой травли и сталкинга. Центр не исключает, что  реальное число преступлений может быть выше.

### Великобритания
В январе 2024 года, во время дебатов в Палате общин после заявления премьер-министра Риши Сунака об ударах по целям хуситов в Йемене, депутат парламента Зара Султана спросила, осуждает ли Сунак продолжающиеся бомбардировки Газы и собирается ли добиваться немедленного прекращения огня. В ответ Сунак «посоветовал» Султане призвать к деэскалации конфликта не правительство Великобритании, а «ХАМАС или хуситов». Вскоре после этого Султана заявила: 

«Исламофобское клише — считать, что я, будучи мусульманкой, несу ответственность за действия ХАМАС и хуситов».
Активно комментируя ситуацию в секторе Газа и в частности экспорт оружия из Великобритании в Израиль, Зара Султана стала депутатом, получившим наибольшее количество оскорблений и угроз смерти. 
В феврале 2024 года количество преступлений на почве ненависти против британских мусульман в сравнении с предыдущим годом выросло на 140%. По данным проекта Tell MAMA (Measuring Anti-Muslim Attacks), британские мусульмане сталкивались с преследованиями и нападениями, их дома подвергались вандализму, в частности оскорбительным надписям на стенах: «убийцы», «террористы», «сторонники ХАМАС».
На всплеск исламофобской риторики в 2024 году также повлияла дезинформация о якобы мусульманском вероисповедании террориста, устроившего массовое убийство детей в Саутпорте (в действительности преступник, Аксель Рудакубана, был родом из семьи христиан, но, судя по публикациям в его социальных сетях, враждебно относился к авраамическим религиям в принципе).
В общей сложности за 2024 год Tell MAMA зафиксировал 6313 случаев проявления ненависти к мусульманам (5837 из них впоследствии было подтверждено), что на 43% больше, чем в предыдущем году. Бо́льшая часть эпизодов была связана с вандализмом, дискриминацией на работе и в общественных местах, словесными оскорблениями, также отмечались случаи физического насилия. 

### Германия
В отчёте от декабря 2023 года, опубликованном отслеживающей исламофобию сетью НПО CLAIM и Немецким институтом по правам человека (DIMR) — ведущей правозащитной организацией Германии, — указано, что за 2023 год в стране было зафиксировано 1926 случаев исламофобии; это на 114% выше, чем было в 2022 году. Вполне возможно, что 
в действительности таких эпизодов может быть ещё больше, но не все фиксируются из-за молчания жертв и отсутствия контролирующих органов. 
По мнению директора CLAIM Римы Ханано, власти Германии — страны́, несущей бремя вины за Холокост, в первую очередь сфокусированы именно на проблеме антисемитизма, а не исламофобии, а некоторые в принципе отвергают существование последней. В целом, как замечает CLAIM, в последние годы немецкое общество всё больше разделяет мнение ультраправых антиисламских партий (в частности, «Альтернативы для Германии»). Правительство старается проводить профилактическую работу с населением по вопросам исламофобии и финансирует соответствующие проекты, однако Ханано сомневается в действенности этих мер.
Хотя из представленных в отчёте эпизодов исламофобии бо́льшая часть относилась к словесным оскорблениям, было зафиксировано четыре случая покушения на убийство. Сообщалось о нападениях на мечети; в некоторых случаях вандализм сочетался с сожжениями Корана. Также вандалы оскверняли территории мечетей, оставляя куски свиных туш и экскременты. Вандализму подвергались могилы на мусульманских кладбищах — злоумышленники рисовали на надгробиях нацистские свастики. Со слов Ханано, «улицы, автобусы и мечети перестали быть безопасными для мусульман и тех, кого к ним относят».
Теолог Шарджил Ахмад Халид, имам одной из мечетей Берлина, сообщал, что немецкие мусульмане регулярно получают письма оскорбительного содержания, например: «Убирайтесь к себе домой!», «Ислам — не часть Германии!», «Вы несёте ответственность за антисемитизм, отравляющий нашу страну!». После того, как Халид написал в Berliner Zeitung, утверждая, что ультраправые, набирающие силу в Германии, с гораздо большей вероятностью стоят за антисемитскими атаками, чем обычные мусульмане, на имама обрушился шквал критики — причём некоторых возмутил факт, что «некто с арабским именем говорит от имени немцев».
«Как человеку, родившемуся и выросшему в Германии, мне крайне обидно слышать подобные речи», — подытожил Халид.
Берлинский депутат Джиан Омар, курд по происхождению, сообщал, что с началом войны его офис трижды становился объектом преступлений (в т. ч. одного вооружённого нападения) со стороны экстремистов. В интервью Reuters политик задал риторический вопрос: «если должностные лица не чувствуют себя защищёнными, то что испытывают остальные?». Омар был недоволен работой немецкой полиции и в частности её заявлением о «неспособности органов усилить безопасность помещения», предположив, что за расследование преступления, совершённого против белого политика мигрантами или беженцами правоохранительные структуры взялись бы с бо́льшим рвением.

### Израиль
В конце октября 2023 года в Нетании несколько сотен протестующих евреев попытались прорваться в общежития, населенные арабскими студентами, скандируя «смерть арабам!». 

«Невозможно описать ужас, который мы пережили. Я ни секунду не сомневался, что моя жизнь в опасности. Мы оставались запертыми в комнатах более трёх часов, а снаружи нас окружала агрессивная толпа, кричавшая „смерть арабам!“; полиция, казалось, вообще не могла вмешаться».— воспоминания очевидца
Инцидент произошёл вскоре после того, как неизвестные забросали яйцами выходивших из синагоги евреев; информация о том, что злоумышленники сорвали молитву в синагоге, вывешивая флаги Палестины и громко включая арабскую музыку, впоследствии была опровергнута полицией. Арабский чрезвычайный комитет уверен, что нападение у синагоги было подстрекательством в отношении арабских студентов, поскольку общежития, где они проживают, и сама синагога расположены рядом. Рула Дауд, соруководитель еврейско-арабской протестной группы Standing Together, назвала инцидент попыткой «линчевания» со стороны еврейских экстремистов.

### Индия
По данным India Hate Lab, война в секторе Газа повлияла на резкий рост ненависти в отношении индийских мусульман: только за вторую половину 2023 года он составил 62%. Большей частью исламофобские инциденты фиксировались в штатах, управляемых националистической партией «Бхаратия джаната парти» (БДП) во главе премьер-министра Индии Нарендры Моди.

### Канада
28 января 2024 года, накануне годовщины теракта в мечети Квебека, унесшего жизни шести человек, вандалы бросили два камня в окно мечети в Миссиссоге. Премьер-министр Канады Джастин Трюдо назвал этот акт «трусливым, неприемлемым и вызывающим тревогу». В феврале 2024 года вандализму подвергся Исламский центр в Кеймбридже; неизвестные изобразили на одной из стен свастику.

### Новая Зеландия
В середине ноября 2023 года Департамент внутренних дел Новой Зеландии (DIA) и The Disinformation Project сообщили о всплеске исламофобии и антисемитизма в социальных сетях и на игровых платформах. По словам исследователя The Disinformation Project Кейт Ханны, мусульман и в частности палестинцев независимо от их политических взглядов называли хамасовцами. Председатель Федерации исламских ассоциаций Новой Зеландии (FIANZ) Абдур Раззак также сообщил о всплеске онлайн-контента, призывающего к нападениям на мечети, в частности, ссылающегося на стрельбу в Крайстчерче в 2019 году, когда от рук ультраправого расиста погиб 51 мусульманин. 

### Соединённые Штаты
14 октября 2023 года мужчина из Иллинойса напал на американку палестинского происхождения Ханаан Шахин и её сына Вади аль-Фаюми. Шестилетний мальчик погиб, женщина получила более десятка ножевых ранений. Прежде, чем наброситься на жертв, преступник кричал «вы, мусульмане, должны умереть!». Мужчине были предъявлены обвинения по пяти пунктам, включая убийство на почве ненависти; 2 мая обвиняемого приговорили к 53 годам заключения.
В период с 7 по 24 октября 2023 года Совет по американо-исламским отношениям (CAIR) получил 774 сообщения об инцидентах, связанных с дискриминацией, от мусульман по всем Соединённым Штатам — по заключению Совета, это на 182% больше, чем за любой 16-дневный период в предыдущем 2022 году.  В отчёте от 9 ноября CAIR сообщил, что количество зарегистрированных эпизодов возросло до 1283 (по состоянию на 7 ноября); к концу 2023 года — до 3578.
25 ноября 2023 года в штате Вермонт подверглись нападению трое студентов-палестинцев. Один из пострадавших, 20-летний Хишам Авартани, из-за повредившей позвоночник пули остался инвалидом. Обстоятельства нападения расследуются, однако не исключается, что оно также было совершено на почве ненависти.
Бывший сотрудник Госдепартамента и органов национальной безопасности  Стюарт Селдовиц был арестован после того, как в социальных сетях появилось несколько видеороликов, на которых видно, как чиновник оскорбляет мусульманина, торгующего уличной едой. Селдовиц называл молодого человека «террористом», насмехался над его верой и угрожал, что торговец и его семья якобы подвергнутся пыткам со стороны служб безопасности, «когда будут депортированы на родину» в Египет. В другом ролике Селдовиц говорит: «Если бы мы убили 4000 палестинских детей, то знаете что? Этого было бы недостаточно!». В интервью Селдовиц сообщил, что видеоролики якобы освещают историю только с одной стороны, и конфликт спровоцировал сам торговец, выразив поддержку ХАМАС. В роликах, однако, комментариев торговца не слышно: молодой человек только просит Селдовица уйти и угрожает вызвать полицию. Коллеги торговца утверждают, что он плохо владеет английским языком и испытывает трудности в общении с клиентами, «не говоря уже о том, чтобы вести сложные и тонкие разговоры о войне». Мэр Нью-Йорка Эрик Адамс и губернатор Кэти Хокул осудили поведение Селдовица, назвав его высказывания отвратительными. Джули Менин, член городского совета, представляющая Верхний Ист-Сайд, заявила, что поведение Селдовица было «целиком и полностью неприемлемым» и что она рада слышать об аресте чиновника. Организация Gotham Government Relations, с которой сотрудничал Селдовиц, бойкотировала его. В дальнейшем Окружная прокуратура Манхэттена предложила Селдовицу сделку: если обвиняемый пройдёт 26-недельный курс по борьбе с предрассудками и не нарушит обозначенных условий (в т. ч. о защите потерпевшего и свидетелей), дело будет закрыто. Мусульманские правозащитные организации выступили против вердикта, назвав его «пощёчиной» жертве.
В январе 2024 года отель Marriott Coral Springs внезапно расторг контракт с Федерацией мусульман Южной Флориды на проведение ежегодных конференций. Руководство отеля сообщило, что получило более ста звонков с заявлениями о поддержке Федерацией ХАМАС и продвижении идей антисемитизма и терроризма. Организатор акции, Джо Кауфман, утверждал, что некоторые из приглашённых на конференцию спикеров были замечены в антисемитских высказываниях и призывах к уничтожению Израиля. Президент Федерации Самир Какли отверг обвинения, заметив, что ярлыки антисемитов или террористов зачастую навешиваются на тех, кто не поддерживает данные идеологии, но критикует политику Израиля и его отношение к ситуации в Газе. Ранее Федерация, представляющая десятки мечетей, школ и других мусульманских организаций, неоднократно проводила в отеле Marriott собрания, и никаких инцидентов с её стороны отмечено не было. Также об отменах мусульманских конференций сообщило несколько отелей в Вирджинии и Аризоне.
В октябре 2024 года Ахмед Ганим, арабо-американский политик-демократ, заявил, что его насильно вывели с митинга Камалы Харрис в Мичигане, добавив: «они продолжают говорить, что им нужны мусульмане и арабы, но нас даже не приглашают на мероприятие». В том же месяце предстала перед судом 23-летняя жительница Нью-Йорка Дженнифер Гильбо, обвиняемая в нападении с применением перцового баллончика на мусульманина — водителя Uber. Когда пострадавший, везя Гильбо и ещё одну пассажирку, остановился, чтобы помолиться, девушка набросилась на водителя и распылила ему в лицо слезоточивый газ. По данным нью-йоркского отделения Совета по американо-исламским отношениям (CAIR-NY), когда попутчица Гильбо спросила девушку о причинах нападения на водителя, та якобы ответила: «он смуглый». Сама Гильбо расистскую подоплёку случившегося отрицает.

### Франция
В ноябре 2023 года Французский совет мусульманской веры заявил, что после событий 7 октября получил в свой адрес более сорока писем с угрозами. Также, по сообщениям Совета, 14 французских мечетей подверглись актам вандализма. При этом ни об одном из инцидентов Совет не сообщил в полицию; по словам, вице-президента Совета Абдаллы Зекри, многие пострадавшие от исламофобии, включая глав мечетей, намеренно не обращаются в правоохранительные органы, т. к. понимают, что поданные жалобы в большинстве случаев будут отклонены.